# 依他硝唑
依他硝唑是一种在臨床試驗中的5-硝基咪唑类药物，分子式C7H10N4O4，可抑制谷胱甘肽S-转移酶，使机体对游離輻射更敏感。